# Danmarks runeindskrifter 248
DR 248 är en vikingatida ( Helnæs-Gørlev) runsten av granit i Snoldelev, Snoldelev socken och Roskilde kommun. Återanvänd från äldre bildsten med solhjul. Dekorerat med hakkors och triskele.

## Inskriften
Translitterering av runraden:
kun'uAlts| |stAin ' sunaʀ ' ruHalts ' þulaʀ ' o salHauku(m)
Normalisering till rundanska:
Gunwalds sten, sonaʀ Roalds, þulaʀ a Salhøgum.
Översättning till nusvenska:
Gunvalds sten, son av Roald, þulaʀ i Salhög.